# Dalian Sports Center Stadium
Dalian Sports Center Stadium – wielofunkcyjny stadion w Dalian, w Chinach. Został otwarty 3 lipca 2013 roku. Może pomieścić 61 000 widzów. Od początku 2014 roku gospodarzem obiektu są piłkarze Dalian Shide, którzy wcześniej występowali na stadionie Jinzhou.